# Tournoi de tennis d'Écosse
 (30 abril 2021).
Le contenu est difficilement compréhensible vu les erreurs de traduction, qui sont peut-être dues à l'utilisation d'un logiciel de traduction automatique.
Les championnats écossais, en anglais Scottish Championships,  également connus sous le nom de Scottish Lawn Tennis Championships et de Scottish Grass Court Championships était un tournoi de tennis disputé en extérieurqui s'est tenu de 1878 à 1994. Il s'est disputé à divers endroits tout au long de sa durée y compris Bridge of Allan, Edinburgh, Glasgow, Moffat, Peebles, et St Andrews en Écosse. Les dates du tournoi ont fluctué entre juin et août chaque année.

## Palmarès hommes
| 1878         | James Patten McDougall   | ?                        | ?                             |                |                |
| 1879         | Leslie Balfour-Melville  | ?                        | 6–1, 6–1, 6–0                 |                |                |
| 1880         | James Patten McDougall   | Leslie Balfour-Melville  | ?                             |                |                |
| 1881         | John Galbraith Horn      | A. L. Davidson           | 6–1, 6–5                      |                |                |
| 1882         | John Galbraith Horn      | F. A. Fairlie            | 6–2, 4–6, 6–2, 6–3            |                |                |
| 1883,        | John Galbraith Horn      | Arthur Walton Fuller     | 3–6, 6–3, 6–4, 7–5            |                |                |
| 1884         | Reginald Arthur Gamble   | John Galbraith Horn      | 6–3, 10–8, 2–6, 6–3           |                |                |
| 1885         | Patrick Bowes-Lyon       | Archibald Thomson        | 6–3, 6–2, 6–4                 |                |                |
| 1886         | Patrick Bowes-Lyon       | Herbert Bowes- Lyon      | 6–1, 4–6, 6–1, 6–1            |                |                |
| 1887         | Harry Grove              | Patrick Bowes-Lyon       | 6–3, 6–3, 1–6, 2–6, 6–2       |                |                |
| 1888         | Patrick Bowes-Lyon       | Harry Grove              | 1–6, 0–6, 10–8, 6–2, 3–1 ret. |                |                |
| 1889         | Ernest Browne            | Patrick Bowes-Lyon       | 6–4, 6–4, 6–2                 |                |                |
| 1890         | Ernest Browne            | George Richmond Mewburn  | 6–3, 3–6, 6–1, 6–4            |                |                |
| 1891         | Ernest Browne            | Arthur Benjamin Carvosso | 6–3, 6–3, 6–1, 6–1            |                |                |
| 1892         | Arthur Gore              | Ernest Browne            | w.o.                          |                |                |
| 1893         | Arthur Gore              | Richard Millar Watson    | 6–3, 7–5 4–6, 7–5             |                |                |
| 1894         | Richard Millar Watson    | Arthur Gore              | w.o.                          |                |                |
| 1895         | Reginald Doherty         | Richard Millar Watson *  | 6–1, 6–1, 6–1                 |                |                |
| 1896         | Reginald Doherty         | Edward Roy (Roy) Allen * | 13–11, 6–4 ab.                |                |                |
| 1897         | Reginald Doherty         | Laurence Doherty *       | w.o.                          |                |                |
| 1898         | Laurence Doherty         | Reginald Doherty *       | w.o.                          |                |                |
| 1899         | Ernest Douglas Black     | Wilberforce Eaves        | 6–4, 4–6, 6–2, 5–7, 6–4       |                |                |
| 1900         | Charles Pritchett        | Edward Roy Allen         | 6–8, 9–7, 6–3, 7–5            |                |                |
| 1901         | Wilberforce Eaves        | John Mycroft Boucher     | 6–4, 6–0, 7–5                 |                |                |
| 1902         | Frank Lorymer Riseley    | John Mycroft Boucher     | 6–4, 3–6, 7–5, 4–6, 6–2       |                |                |
| 1903         | Frederick William Payn   | Ernest Wills             | 6–3, 6–1, 6–1                 |                |                |
| 1904         | Anthony Wilding          | Charles James Glenny     | 6–1, 6–1, 6–2                 |                |                |
| 1905         | Alexander Morrice MacKay | John Mycroft Boucher     | 6–4, 5–7, 10–8, 6–4           |                |                |
| 1906         | Alexander Morrice MacKay | John Mycroft Boucher     | 2–6, 6–1, 6–2, 6–2            |                |                |
| 1907         | Alexander Morrice MacKay | Samuel Ernest Charlton   | 6–4, 6–2, 6–2                 |                |                |
| 1908         | Robert Powell            | Anthony Wilding          | 4–6, 3–6, 6–2, 6–2, 6–4       |                |                |
| 1909         | Theodore Mavrogordato    | Walter Crawley           | 8–6, 6–1, 6–3                 |                |                |
| 1910         | Robert Powell            | Georges Watson           | 6–1, 6–2, 6–4                 |                |                |
| 1911         | Alfred Dunlop            | William L. Clements      | 6–4, 6–4                      |                |                |
| 1912         | James Cecil Parke        | Stanley Doust            | w.o.                          |                |                |
| 1913         | Horace Rice              | James Charles Glenny     | 6–2, 8–6, 6–1                 |                |                |
| 1914         | John F. Stokes           | Noel O. G. Turnbull      | 6–4, 6–0, 6–2                 |                |                |
| 1915-1918    | Pas de tournoi           | Pas de tournoi           | Pas de tournoi                | Pas de tournoi | Pas de tournoi |
| 1919         | Clive Branfoot           | Leith W. Ross            | 0–6, 6–2, 7–5, 6–3            |                |                |
| 1920         | Cecil R. Blackbeard      | Charles P. Dixon         | 6–2, 14–12, 9–7               |                |                |
| 1921         | G. M. Elliott            | Alex Blair               | 3–6, 6–3, 6–3, 2–6, 6–4       |                |                |
| 1922         | Pat Spence               | Alex Blair               | 6–0, 2–6, 7–5, 1–6, 6–3       |                |                |
| 1923         | Pat Spence               | Eric Rayner              | 6–2, 10–8, 6–3                |                |                |
| 1924         | Charles Kingsley         | G. M. Elliott            | 6–2, 6–1                      |                |                |
| 1925         | Alex Blair               | E. C. McIntosh           | 8–6, 6–1, 9–7                 |                |                |
| 1926         | Ian Collins              | John G. Locke            | 6–4, 6–2, 6–3                 |                |                |
| 1927         | Ian Collins              | D. L. Craig              | 6–4, 6–3, 6–3                 |                |                |
| 1928         | Ian Collins              | Yoshiro Ota              | 6–4, 6–2, 6–3                 |                |                |
| 1929         | J. Colin Gregory         | Ian Collins              | 6–2, 6–3, 9–7                 |                |                |
| 1930         | Jack Crawford            | J. Colin Gregory         | divided tile                  |                |                |
| 1931         | Vernon Kirby             | Norman Farquharson       | 6–2m 13–11                    |                |                |
| 1932         | Edward Avory             | Josiah Ritchie           | 6–2, 7–5, 6–8, 6–3            |                |                |
| 1933         | Donald MacPhail          | E. L. Percival           | divided tile                  |                |                |
| 1934         | Teddy Burwell            | Jack Lysaght             | 6–8, 4–6, 6–3, 6–1, 6–2       |                |                |
| 1935         | Robert D. Murray         | Ian Collins              | 8–6, 9–11, 6–4, 6–3           |                |                |
| 1936         | Donald MacPhail          | Ian Collins              | 0–6, 6–1, 4–6, 6–1, 9–7       |                |                |
| 1937         | Henry Billington         | Lawrence Shaffi          | 6–2, 2–6, 6–3                 |                |                |
| 1938         | Murray Deloford          | Donald MacPhail          | 6–3, 3–6, 6–4, 6–4            |                |                |
| 1939         | Donald MacPhail          | Alejo Russell            | 11–9, 6–4                     |                |                |
| 1940-1945    | Pas de tournoi           | Pas de tournoi           | Pas de tournoi                | Pas de tournoi | Pas de tournoi |
| 1946         | Donald MacPhail          | Fergus Davidson          | 6–2, 6–1, 6–1                 |                |                |
| 1947         | Tadeusz Sławeck          | Robin R. Welsh           | 3–6, 6–3, 8–6, 9–7            |                |                |
| 1948         | Geza Eros                | John Rutherglen          | 7–5, 3–6, 8–6, 6–3            |                |                |
| 1949         | Nigel Cockburn           | Gerald Oakley            | 4–6, 6–3, 6–4                 |                |                |
| 1950         | Adrian Quist             | Tadeusz Sławeck          | divided title                 |                |                |
| 1951         | Eric Sturgess            | Arthur G. Roberts        | 11–9, 6–3, 8–6                |                |                |
| 1952         | Ian Ayre                 | Felicisimo Ampon         | 5–7, 9–7, 6–2, 9–7            |                |                |
| 1953         | Billy Knight             | Tony Pickard             | 6–4, 10–8, 6–0                |                |                |
| 1954         | Bobby Wilson             | Wayne Van Hoorhees       | 6–3, 6–1, 10–8                |                |                |
| 1955         | Tony Pickard             | Geoff Ward               | 6–3, 6–3, 6–2                 |                |                |
| 1956         | Colin Baxter             | G. R. Chisholm           | 6–2, 6–1, 6–4                 |                |                |
| 1957         | Reginald Bennett         | Alan Mills               | 14–12, 8–6                    |                |                |
| 1958         | Colin Baxter             | John R. Maguire          | 6–3, 6–4, 6–0                 |                |                |
| 1959         | Colin Baxter             | John R. Maguire          | 6–0, 6–3                      |                |                |
| 1960         | John R. Maguire          | Colin Baxter             | 6–3, 6–1                      |                |                |
| 1961         | ?                        | ?                        | ?                             |                |                |
| 1962         | James T. Wood            | Harry Matheson           | 6–4, 0–6, 9–7                 |                |                |
| 1963         | Harry Matheson           | James T. Wood            | 6–2, 3–6, 8–6                 |                |                |
| 1964         | James T. Wood            | John Clifton             | 6–4, 6–4                      |                |                |
| 1965         | John Clifton             | Harry Matheson           | 6–3, 3–6, 8–6                 |                |                |
| 1966         | John Clifton             | Graham Primrose          | 4–6, 6–4, 6–1                 |                |                |
| 1967         | Graham Primrose          | John Cottrill            | 7–5, 6–2                      |                |                |
| ↓ Ere Open ↓ |                          |                          |                               |                |                |
| 1968         | John Clifton             | Graham Primrose          | 6–2, 7–5                      |                |                |
| 1969         | John Clifton             | Paul Hutchins            | 6–2, 2–6, 6–4                 |                |                |
| 1970         | Ray Ruffels              | John Clifton             | 6–1, 11–9                     |                |                |
| 1971         | John Clifton             | Harry Matheson           | 6–4, 6–4                      |                |                |
| 1972         | John Clifton             | David Lloyd              | divided title                 |                |                |
| 1973         | Jays Royappa             | John Clifton             | 6–4, 6–3                      |                |                |
| 1974         | John Clifton             | ?                        | ?                             |                |                |
| 1975         | A.G. Fawcett             | Ernie Ewert              | 4–6, 6–4, 6–3                 |                |                |
| 1976         | Chris Lewis              | ?                        | ?                             |                |                |
| 1977         | K.M. Revie               | ?                        | ?                             |                |                |
| 1978         | D. Collins               | ?                        | ?                             |                |                |
| 1979         | M.R.E. Appleton          | ?                        | ?                             |                |                |
| 1980         | Jeremy Bates             | ?                        | ?                             |                |                |
| 1981         | M.R.E. Appleton          | ?                        | ?                             |                |                |
| 1982         | D.J. Watt                | ?                        | ?                             |                |                |
| 1983         | Buster Mottram           | ?                        | ?                             |                |                |
| 1984         | Steve Denton             | ?                        | ?                             |                |                |
| 1985         | Jeremy Bates             | Colin Dowdeswell         | 6–2, 6–4                      |                |                |
| 1986         | Robin Scott              | Colin McGill?            |                               |                |                |
| 1987         | Anders Järryd            | Andrés Gómez             | divided title                 |                |                |
| 1988         | Peter Lundgren           | Jakob Hlasek             | ?                             |                |                |
| 1989         | John McEnroe             | Jimmy Connors            | 7–6(7–2), 7–6(7–4)            |                |                |
| 1990         | L. Bale                  | ?                        | ?                             |                |                |
| 1991         | C.J. McGill              | ?                        | ?                             |                |                |
| 1992         | Paul Hand Phil Cooper    | ?                        | divided title                 |                |                |
| 1993         | B. Cowan                 | D. Sweeney               | 7–6, 7–5                      |                |                |
| 1994         | Ken Wood                 | Malcom Watt              | 7–6, 6–2                      |                |                |

## Palmarès dames
| 1886         | Mable Boulton          | Julia MacKenzie     | 3–6, 6–0, 6–2, 4–6, 6–2 |                |                |
| 1887         | Connie Butler          | Mable Boulton       | 6–2, 6–2, 3–6, 8–6      |                |                |
| 1888         | Connie Butler          | Ann Dod             | 6–3, 6–3                |                |                |
| 1889         | Connie Butler          | D. Patterson        | 6–0 6–2                 |                |                |
| 1890         | Helen Jackson          | D. Patterson        | 6–1, 6–0                |                |                |
| 1891         | Helen Jackson          | Jane Corder         | 4–6, 6–0, 6–1           |                |                |
| 1892         | Helen Jackson          | Lottie Paterson     | 7–5, 6–1                |                |                |
| 1893         | Jane Corder            | Miss Moir           | 6–0, 6–4                |                |                |
| 1894         | Lottie Paterson        | Miss Burns          | 6–1, 6–0                |                |                |
| 1895         | Lottie Paterson        | Ida Cressy          | 8–6, 6–3                |                |                |
| 1896         | Lottie Paterson        | Ida Cressy          | 6–3, 8–6                |                |                |
| 1897         | Minnie Hunter          | Lucy Kendal         | 6–4, 7–5                |                |                |
| 1898         | Madeline O’Neill       | Minnie Hunter       | 6–3, 4–6, 6–4           |                |                |
| 1899         | Charlotte Cooper       | Minnie Hunter       | 6–3, 8–6                |                |                |
| 1900         | Minnie Hunter          | Helen Pillans       | 6–3, 8–6                |                |                |
| 1901         | Muriel Robb            | Minnie Hunter       | 6–1 4–6 7–5             |                |                |
| 1902         | Alice Maud Ferguson    | Mary Curtis-Whyte   | 6–2, 6–2                |                |                |
| 1903         | M. Crawford            | Miss Stoltz         | 8–6, 6–2                |                |                |
| 1904         | Winifred Longhurst     | Alice Maud Ferguson | 6–3, 6–2                |                |                |
| 1905         | Mary Curtis-Whyte      | Alice Maud Ferguson | 6–4, 6–3                |                |                |
| 1906         | Alice Maud Ferguson    | Mary Curtis-Whyte   | 6–3, 8–6                |                |                |
| 1907         | Alice Maud Ferguson    | Mary Curtis-Whyte   | 6–2, 3–6, 6–2           |                |                |
| 1908         | Maude Garfit           | Alice Maud Ferguson | 6–3, 6–4                |                |                |
| 1909         | Maude Garfit           | M. Fergus           | 6–2, 4–6, 6–1           |                |                |
| 1910         | Ethel Thomson Larcombe | Mary Welsh          | 6–0, 6–1                |                |                |
| 1911         | Ethel Thomson Larcombe | Mary Welsh          | 6–1, 6–4                |                |                |
| 1912         | Ethel Thomson Larcombe | Mary Welsh          | w.o                     |                |                |
| 1913         | Mary Welsh             | M. Fergus           | 6–2, ab.                |                |                |
| 1914         | Mary Welsh             | M. Fergus           | 6–2, 1–6, 7–5           |                |                |
| 1915-1919    | Pas de tournoi         | Pas de tournoi      | Pas de tournoi          | Pas de tournoi | Pas de tournoi |
| 1920         | Miss Thom              | Mary Welsh          | 6–4, 6–3                |                |                |
| 1921         | Mary Welsh             | M. Fergus           | 4–6, 6–2, 6–2           |                |                |
| 1922         | Mary Welsh             | Mrs Hall            | 6–0, 6–2                |                |                |
| 1923         | Mary Welsh             | Mrs Wilson          | 6–0, 6–1                |                |                |
| 1924         | M Thom                 | Mary Welsh          | 7–5, 3–6, 6–2           |                |                |
| 1925         | M. Thom                | M. Jenkins          | 6–4, 6–1                |                |                |
| 1926         | M. Thom                | M. Ferguson         | 6–3, 4–6, 6–4           |                |                |
| 1927         | Ruth Watson            | Naomi Trentham      | 6–1, 6–1                |                |                |
| 1928         | Joan Ridley            | Gwen Sterry         | 6–2, 6–3                |                |                |
| 1929         | Joan Ridley            | Helen Barr          | 6–0, 6–4                |                |                |
| 1930         | Winifred Mason         | Esna Robertson      | 3–6, 6–3, 6–3           |                |                |
| 1931         | Gwen Sterry            | Esna Robertson      | 7–5, 6–4                |                |                |
| 1932         | Esna Robertson         | Olga Webb           | 1–6, 6–1, 6–3           |                |                |
| 1933         | Winifred Mason         | Kathleen Robertson  | 6–2, 6–2                |                |                |
| 1934         | Joan Hartigan          | Susan Noel          | 5–7, 14–12, 7–5         |                |                |
| 1935         | Anita Lizana           | Joan Ingram         | 6–3, 4–6, 7–5           |                |                |
| 1936         | Anita Lizana           | Mary Hardwick       | 6–2, 6–0                |                |                |
| 1937         | Anita Lizana           | Esna Robertson      | 6–1, 6–1                |                |                |
| 1938         | Mary Hardwick          | Dorothy Bundy       | 6–2, 7–5                |                |                |
| 1939         | Nancy MacPherson-Grant | Esna Robertson      | 6–3, 6–2                |                |                |
| 1940-1945    | Pas de tournoi         | Pas de tournoi      | Pas de tournoi          | Pas de tournoi | Pas de tournoi |
| 1946         | Anita Ellis            | Elizabeth Lombard   | 6–4, 6–0                |                |                |
| 1947         | Leslie Hunter Fulton   | Mollie Welsh        | 6–0, 6–4                |                |                |
| 1948         | Joy Gannon             | Mrs H Czolowska     | 6–2, 6–1                |                |                |
| 1949         | Gem Hoahing            | Joy Hibbert         | 4–6, 6–3, 6–2           |                |                |
| 1950         | Wendy Stork            | Helen Proudfoot     | 6–2, 6–3                |                |                |
| 1951         | Helen Proudfoot        | Heather Macfarlane  | 6–3, 3–6, 6–4           |                |                |
| 1952         | Beryl Bartlett         | Glenda Love         | 3–6, 6–2, 6–2           |                |                |
| 1953         | Shirley Bloomer        | Patricia Harrison   | 4–6, 6–2, 6–0           |                |                |
| 1954         | Jean Petchell          | Jean Knight         | 6–1, 6–2                |                |                |
| 1955         | Elaine Watson          | Rosemary Walsh      | 3–6, 6–2, 6–0           |                |                |
| 1956         | Christine Truman       | Valerie Lewis       | 7–5, 6–4                |                |                |
| 1957         | Rita Bentley           | Jill Rook           | 5–7, 6–2, 6–0           |                |                |
| 1958         | E.A. Walker            | Mollie Welsh Mackay | 9–7, 7–5                |                |                |
| 1959         | N.T. Seacy             | A.V. Paterson       | 6–0, 8–6                |                |                |
| 1960         | Joyce Barclay          | Anne McAlpine       | 9–7, 1–6, 6–1           |                |                |
| 1961         | Robin Blakelock        | Frances MacLennan   | divided the title       |                |                |
| 1962         | Joyce Barclay          | NT Buchanan         | 6–3, 6–3                |                |                |
| 1963         | Joyce Barclay          | D.McCallum          | 6–2, 6–2                |                |                |
| 1964         | Joyce Williams         | Winnie Shaw         | 4–6, 6–4, 6–3           |                |                |
| 1965         | Winnie Shaw            | Joyce Williams      | 6–2, 6–0                |                |                |
| 1966         | Winnie Shaw            | Joyce Williams      | 6–4, 2–6, 7–5           |                |                |
| 1967         | Judy Tegart            | Ann Jones           | 6–4, 6–4                |                |                |
| ↓ Ere Open ↓ |                        |                     |                         |                |                |
| 1968         | Joyce Williams         | Karen Krantzcke     | 8–6, 6–4                |                |                |
| 1969         | Marjorie Love          | Sheila Moodie       | 6–2, 6–2                |                |                |
| 1970         | Winnie Shaw            | Joyce Williams      | 6–3, 6–8, 12–10         |                |                |
| 1971         | Joyce Williams         | Winnie Shaw         | 6–4, 6–2                |                |                |
| 1972         | Corinne Molesworth     | Joyce Williams      | divided the title       |                |                |
| 1973         | Jill Cooper            | Joyce Williams      | 6–4, 1–6, 6–3           |                |                |
| 1974         | Marjorie Love          | Patricia Coleman    | 3–6, 6–1, 6–0           |                |                |
| 1975         | Joyce Barclay Hume     | Lindsay Blachford   | 6–2, 6–4                |                |                |
| 1976         | Mariana Simionescu     | J. Sedlackova       | 6–2, 6–3                |                |                |
| 1977         | Martina Navratilova    | Kristien Shaw       | 2–6, 9–8, 7–5           |                |                |
| 1978         | Carrie Meyer           | D. Colligs          | 6–3, 8–9, 6–3           |                |                |
| 1979         | Lea Antonoplis         | Joyce Barclay Hume  | 7–6, 6–4                |                |                |
| 1980         | Lea Antonoplis         | Carolina Maso       | 6–2, 6–2                |                |                |
| 1981         | Judy Erskine           | J. Denholm          | 6–7, 6–1, 6–3           |                |                |
| 1982         | Cathy Drury            | Denise Parnell      | 6–2, 6–2                |                |                |
| 1983         | Cathy Drury            | L. Fitzgerald       | 6–0, 6–0                |                |                |
| 1984         | Lea Antonoplis         | ?                   | ?                       |                |                |
| 1985         | Lea Antonoplis         | Elizabeth Minter    | 6–3, 6–0                |                |                |
| 1986         | Jackie Holden          | ?                   | ?                       |                |                |
| 1987         | Lisa Bonder            | Gabriela Sabatini   | divided the title       |                |                |
| 1988         | Gigi Fernández         | Wendy Turnbull      | 6–2, 6–2                |                |                |
| 1989         | Mary Joe Fernández     | Anne Simpkin        | 6–1, 6–3                |                |                |
| 1990         | Barbara Rittner        | ?                   | ?                       |                |                |
| 1991         | Michelle Mair          | ?                   | ?                       |                |                |
| 1992         | Caroline Billingham    | K. Ross             | divided the title       |                |                |
| 1993         | Samantha Smith         | Anne Simpkin        | 6–1, 6–3                |                |                |
| 1994         | Heather Lockhart       | Alison Reid         | 6–0, 4–6, 6–4           |                |                |